# Ruda Maleniecka (gmina)
Pour l’article homonyme, voir Ruda Maleniecka.
La gmina de Ruda Maleniecka est une commune rurale de la voïvodie de Sainte-Croix et du powiat de Końskie. Elle s'étend sur 110,03 km2 et comptait 3 364 habitants en 2006. Son siège est le village de Ruda Maleniecka qui se situe à environ 15 kilomètres au sud-ouest de Końskie et à 41 kilomètres au nord-ouest de Kielce.

## Villages
La gmina de Ruda Maleniecka comprend les villages et localités de Cieklińsko, Cis, Dęba, Dęba Kolonia, Hucisko, Koliszowy, Kołoniec, Lipa, Machory, Maleniec, Młotkowice, Ruda Maleniecka, Strzęboszów, Szkucin, Tama, Wyszyna Fałkowska, Wyszyna Machorowska et Wyszyna Rudzka.

## Gminy voisines
La gmina de Ruda Maleniecka est voisine des gminy de Fałków, Końskie, Radoszyce, Słupia et Żarnów.